# Cubaanse schreeuwuil
De Cubaanse schreeuwuil (Margarobyas lawrencii; synoniem: Gymnoglaux lawrencii) is een vogel uit de familie Strigidae (uilen). Deze vogel is genoemd naar de Amerikaanse ornitholoog George Newbold Lawrence.

## Verspreiding en leefgebied
Deze soort is endemisch in Cuba en telt twee ondersoorten:
- M. l. lawrencii: centraal en oostelijk Cuba.
- M. l. exsul: westelijk Cuba en Isla de la Juventud.

## Status
De grootte van de populatie is niet gekwantificeerd maar de soort wordt omschreven als tamelijk algemeen. Op de Rode lijst van de IUCN heeft deze soort de status niet bedreigd.